# Kamienica przy ul. Próżnej 7 w Warszawie
Kamienica przy ul. Próżnej 7 w Warszawie – zabytkowa kamienica czynszowa znajdująca się w Warszawie przy ul. Próżnej 7, na terenie dzielnicy Śródmieście.
Powstała według projektu Franciszka Braumanna i bezpośrednio sąsiaduje z kamienicą Zalmana Nożyka. Kamienica przetrwała zagładę warszawskiego getta. W 1987 wraz z kamienicami o adresach 9, 12 i 14 została wpisana do rejestru zabytków.